# Piotr Siegoczyński

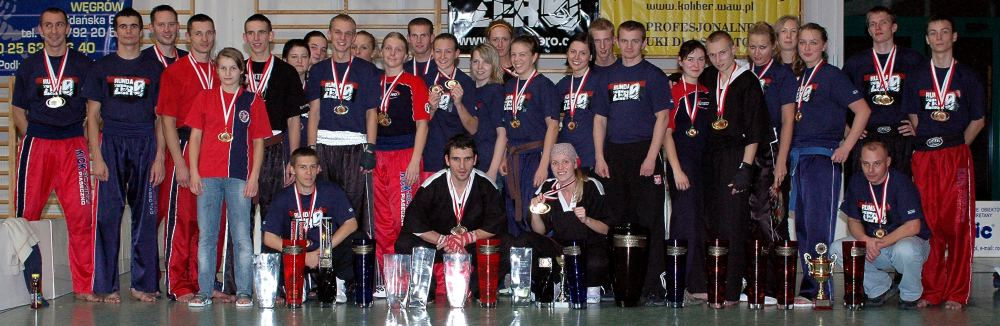
Piotr Siegoczyński z drużyną MKS Piaseczno na mistrzostwach Polski 2007

Piotr Siegoczyński (ur. 26 sierpnia 1966 roku w Milanówku) – pierwszy polski i trzykrotny Mistrz Świata seniorów w kick-boxingu. Siedmiokrotny mistrz Europy. Trzykrotny Mistrz Świata i Europy weteranów (40-50 lat), w latach 2006-2010 Wiceprezes Polskiego Związku Kick-Boxingu. Trener kadry narodowej seniorów pointfighting i light contact. Trener KS Piaseczno oraz X Fight Piaseczno. Ma 5. stopień mistrzowski – czarny pas – 5 dan. Wielokrotny Mistrz Polski formułach semi, light, full contact.
W 1985 roku, gdy Polska drużyna zadebiutowała na mistrzostwach świata WAKO w Budapeszcie, Piotr Siegoczyński po raz pierwszy stanął na podium i został pierwszym polskim mistrzem świata w kickboxingu. Było to znaczące wydarzenie dla polskiego sportu i dla nieznanego w świecie zawodnika, który nawet nie był wtedy mistrzem Polski (w tym czasie kick-boxing w kraju był młodym sportem i nie organizowano jeszcze mistrzostw Polski). Po zwycięstwie w Budapeszcie Siegoczyński zdobył pseudonim "Mistrz". Nastąpił wielki przełom kick-boxingu w Polsce. Rok później zawodnik zdobył pierwszy w karierze tytuł mistrza Europy. W 1990 z Mestre koło Wenecji wrócił jako podwójny mistrz świata semi i light-contact. W latach 1991–1994 walczył  zawodowo w formule full contact, pokonał m.in. zawodowego Mistrza Świata Andre Sabatie z Francji oraz zawodowego Mistrza Świata Marko Markowa z Bułgarii. w 1995 zakończył karierę.  W 2009 wrócił do rywalizacji i zwyciężył w Mistrzostwach Świata Weteranów oraz w 2010 w Mistrzostwach Europy weteranów.  W 2011 w Innsbrucku zdobył Puchar Świata weteranów. Od pierwszych Mistrzostw Świata weteranów pozostaje niepokonany w tej kategorii wiekowej.. W 2015 roku został Dyrektorem Sportowym w organizacji kickboxingu Zawodowego DSF Kickboxing Challenge.
Utytułowani wychowankowie: Dorota Godzina, Emilia Szabłowska, Wojciech Myśliński, Piotr Bąkowski, Wojciech Ołtarzewski, Tomasz Bąk, Joanna Gutowska, Mariusz Niziołek, Robert Matyja, Michał Jabłoński, Bartosz Baczyński, Łukasz Wichowski.

## Ważniejsze osiągnięcia
- 1985 Budapeszt Mistrzostwo Świata I miejsce
- 1986 Ateny Mistrzostwa Europy, I miejsce
- 1987 Hamburg mistrzostwa Europy, I-miejsce
- 1987 Hamburg mistrzostwa Europy, I miejsce
- 1988 Kraków mistrzostwa Polski (full), I miejsce
- 1990 Mestre Mistrzostwa Świata I miejsce